# Фёдоровка (Агишевское сельское поселение)
Фёдоровка — деревня в Шацком районе Рязанской области в составе Агишевского сельского поселения.

## Географическое положение
Деревня Фёдоровка расположена на Окско-Донской равнине в устье небольшого ручья на левом берегу реки Шачи в 3,5 км к северо-западу от города Шацка. Расстояние от деревни до районного центра Шацк по автодороге — 4,5 км.
К западу от деревни протекает река Шача, ещё далее к западу — Лес Успеновская Роща; к югу расположен большой пруд; к северо-востоку — урочища Паньково и Выселки. Ближайшие населённые пункты — город Шацк и село Малый Пролом.

## Население
| 2010 | 2012 |
| ---- | ---- |
| 7    | ↗8   |

## Происхождение названия
Происхождение названия деревни Федоровка неизвестно. Вероятнее всего, в его основе лежит имя (прозвище) или фамилия первопоселенца либо владельца. Но документов, подтверждающих эту версию, найти пока не удалось.
В «Словаре русских фамилий» В. А. Никонова о фамилии Федоров сказано следующее: «Отчество от церковного мужского имени Феодор (др.-греч. Theodoras — „дар богов“), в XVI—XVII вв. одного из самых распространенных имен у русских, которое уступало в частоте употребления Ивану и Василию». Отсюда же фамилии Федяев и Федякин. Название достаточно широко распространено и неоднократно встречается в Рязанской области. В самом Шацком районе есть ещё одна Федоровка — запустевшая деревня в составе Ольховского сельского поселения у истоков реки Инкаш.
Вплоть до начала XX в. деревня Федоровка носила двойное название — Федоровка, Перекоп тож.

## История
К 1911 г., по данным А. Е. Андриевского, деревня Федоровка, Перекоп тож, относилась к приходу Казанской церкви города Шацка и в ней насчитывалось 24 крестьянских двора, в которых проживало 52 души мужского и 56 женского пола. Население занималось земледелием и отхожими промыслами — извозом и плотницким ремеслом. Душевой надел местных крестьян составлял 13 кв. саженей.

## Транспорт
Основные грузо- и пассажироперевозки осуществляются автомобильным транспортом. Деревня Федоровка расположена поблизости и имеет выезды на автомобильную дорогу федерального значения М-5 «Урал»: Москва — Рязань — Пенза — Самара — Уфа — Челябинск; а также на автомобильную дорогу регионального значения 61К-012: «Шацк — Касимов».